# Hyperolius raveni
Hyperolius raveni là một loài ếch thuộc họ Hyperoliidae.
Môi trường sống tự nhiên của chúng là sông ngòi, đầm nước ngọt, và đầm nước ngọt có nước theo mùa.